# Черноморское морское пароходство
Черноморское морское пароходство — старейшее пароходство в акватории Чёрного моря, начинающее свою историю во времена Российской Империи, когда в 1833 году было создано акционерное Черноморское общество пароходов для установления постоянных сношений между Россией и Османской империей. Базовый порт пароходства — город Одесса. В мае 2013 года исполнилось 180 лет со дня основания Черноморского морского пароходства.

## История

### Российский период

#### Появление пароходов на Чёрном море
Появление пароходов, пароходств и организации регулярного пароходного сообщения на юге России произошли в первой половине XIX в. Первые отечественные пароходы стали ходить по Чёрному морю до образования торговых судоходных обществ и использовались главным образом как буксиры и пакетботы. На лавры первенства претендуют несколько пароходов в различных классах. У истоков отечественного парового судоходства на Чёрном море стоит Черноморский флот, который в начале XIX века приступил к внедрению судовых пароэнергетических установок. 24 мая 1820 году на верфи Николаевского адмиралтейства был спущен на воду деревянный колёсный буксирный пароход «Везувий» водоизмещением 260 тонн с одним железным котлом и двумя паровыми машинами изготовленными на заводе Берда общей мощностью в 32 л. с. и скоростью 6 узлов, построенный корабельным инженером А. И. Мелиховым. Кроме буксировки парусных судов, «Везувий» совершал грузовые рейсы между Николаевым и Херсоном. Колёсный пароход «Везувий» стал первым служебным пароходом Черноморского флота и первым отечественным паровым судном на Чёрном море. В 1830 году был разобран с сохранением пароэнергетической установки, которую установили на новый колёсный пароход снова названный «Везувий». В канун Крымской войны на Черноморском флоте числилось 8 малых невооружённых колёсных пароходов, 27 малых вооружённых и 7 пароходофрегатов. В это же время по приблизительным оценкам на Чёрном и Азовском морях находилось в эксплуатации 15 коммерческих пароходов.

#### Начало коммерческого пароходного судоходства
В 1821—1823 годах в имении М. С. Воронцова Мошны на реке Днепр был построен деревянный плоскодонный колёсный буксирный пароход «Надежда» (также «Пчёлка»). Пароход водоизмещением 111 тонн, мощностью паровой машины в 20 л. с. и скоростью 5,5 узлов был переведён для испытаний в Херсон, где он использовался для буксировки барж до Николаева. Став в 1823 году новороссийским генерал-губернатором, М. С. Воронцов перевёл принадлежавший ему пароход «Надежда» в Одессу. На пароходе были оборудованы две каюты общей вместимостью в 12 человек, а также выделено место на палубе для размещения дополнительных пассажиров. После переоборудования в буксирно-пассажирский пароход, «Надежда» в июле 1827 года стала совершать пассажирские рейсы на линии Одесса — Херсон. Первый рейс колёсного буксирно-пассажирского парохода «Надежда» на линии Одесса — Херсон положил начало отечественному коммерческому паровому судоходству на Чёрном море.
В 17 часов 4 июля 1827 года капитан Иосиф Игнатьевич Червяков открыл историю пароходных пассажирских перевозок на Чёрном море, выведя пароход «Надежда» из Практической гавани Одессы в её первый регулярный рейс, и отправился в Херсон, куда прибыл через 27 часов. Газета «Одесский вестник» подробно описала второй рейс «Надежды» в Херсон: 

«Пароход прибыл туда, невзирая на противный ветер, в 35 часов, а назад возвратился в 27. Бывшие на нём пассажиры отзываются весьма выгодно на счет внутреннего расположения, чистоты и порядка на сем судне. 29 июля многие из почтеннейших особ Херсона, в том числе нескольких дам, удостоили пароход своим посещением. Предположено было сделать прогулку по Днепру. Поднялся дым из трубы, раздался стук колёс, и чудное судно, без весел и без парусов, горделиво поплыло против течения реки. Сначала дамы несколько робели; но вскоре рассеялись все опасения; удивление и удовольствие заступили их место, и любезные посетительницы с особенным вниманием рассматривали устроение парохода».
В 1829 году Военное ведомство купило пароход «Надежда» для нужд Дунайской транспортной флотилии, а с 1832 года пароход использовался на Черноморском флоте в качестве портового судна, и в 1842 г. его разобрали.

#### Постройка и эксплуатация колёсного парохода «Одесса»
Колёсный буксиро-пассажирский пароход «Надежда» был по своей конструкции речным судном малопригодным для плавания в открытом море. Поэтому М. С. Воронцов попросил командующего Черноморским флотом вице-адмирала А. С. Грейга оказать содействие в строительстве более крупного «пароходного судна» для Одессы. Из письма М. С. Воронцова от 16 марта 1826 года: 

«Пароход в Одессе устраивается для перевозки как тяжестей, так равно путешественников и их экипажей; а потому нужно устроить его таким образом, чтобы в нём были, подобно аглицким, хорошо обделанные каюты и помещение для двух или трёх карет».
Постройку решили вести на верфи Николаевского адмиралтейства, где был накоплен необходимый опыт: в 1825 году выдающийся русский кораблестроитель И. С. Разумов завершил там строительство вооружённого колёсного парохода «Метеор», ставшего первым боевым паровым кораблём на Чёрном море. В 1827 году по чертежам корабельного инженера М. И. Суровцева и под наблюдением И. С. Разумова херсонский купец М. С. Варшавский начал строительство по подряду колёсного товаро-пассажирского парохода за счёт средств городской управы Одессы. 6 июля 1828 года строительство парохода наименованного «Одесса» было завершено. Деревянный корпус «Одессы», обшитый ниже ватерлинии медными листами, был длинной в 32,2 и шириной — 8,04 м. На ней установили паровую машину Берда мощностью в 70 л. с. с медным котлом работавшим на дровах. На пароходе были оборудованы четыре каюты для пассажиров 1-го класса и имелось 28 мест для пассажиров второго. На палубе могли дополнительно разместиться 30 пассажиров и шесть экипажей. 31 июля 1828 года капитан Иван Галуфа вывел «Одессу» из Одесского порта имея на борту 12 пассажиров и направился в Евпаторию, откуда затем проследовал в Ялту. В августе 1828 года «Одесса» совершила ещё один рейс Одесса — Евпатория — Ялта, а затем стала доставлять грузы в Варну в связи с начавшейся Русско-турецкой войной 1828—1829 годов. После окончания войны «Одесса» начала снова совершать рейсы в различные черноморские и азовские порты вплоть до 1835 года, когда её корпус пришёл в негодность. Таким образом, колёсный товаро-пассажирский пароход «Одесса» стал первым отечественным морским пароходом на Чёрном море выполнявшим регулярные рейсы.

#### Первая черноморская международная пароходная линия
Построенный на Балтике в 1829 году и совершивший осенью и зимой 1830—1831 годов в сложных для сравнительно небольшого судна навигационных условиях в Атлантике шестимесячный переход из Кронштадта в Одессу колёсный почтово-пассажирский пароход «Нева», бравший на борт 40-50 пассажиров, наглядно продемонстрировал реальность идеи организации регулярного морского пароходного сообщения. В отличие от «Одессы», три котла «Невы» использовали уголь в качестве топлива, питая две паровые машины общей мощностью в 80 л. с. Согласно докладу министра финансов Е. Ф. Канкрина императору Николаю I, одесское купечество после ознакомления с пароходом выразило пожелание: 

«…составить кампанию для сообщения посредством пароходов с Константинополем… и с другими местами, а также для тяги судов в Константинопольском проливе».
 Царь согласился с предложением Е. Ф. Канкрина: поддержать пожелание одесского купечества и передать «Неву» в качестве взноса правительства в фонд предполагаемого акционерного общества. В ходе переговоров о создании первого черноморского пароходства представители деловых кругов Одессы попросили провести несколько пробных рейсов в Константинополь. 7 мая 1831 года пароход «Нева» c шестью пассажирами на борту открыл первую черноморскую международную пароходную линию между Одессой и Константинополем. С этим рейсом было отправлено 107 писем, розданных в Константинополе «безденежно». Всего «Нева» совершила в 1831 году 4 рейса в Константинополь, прекратившихся в октябре из-за вспыхнувшей там эпидемии чумы.

#### Роль М. С. Воронцова

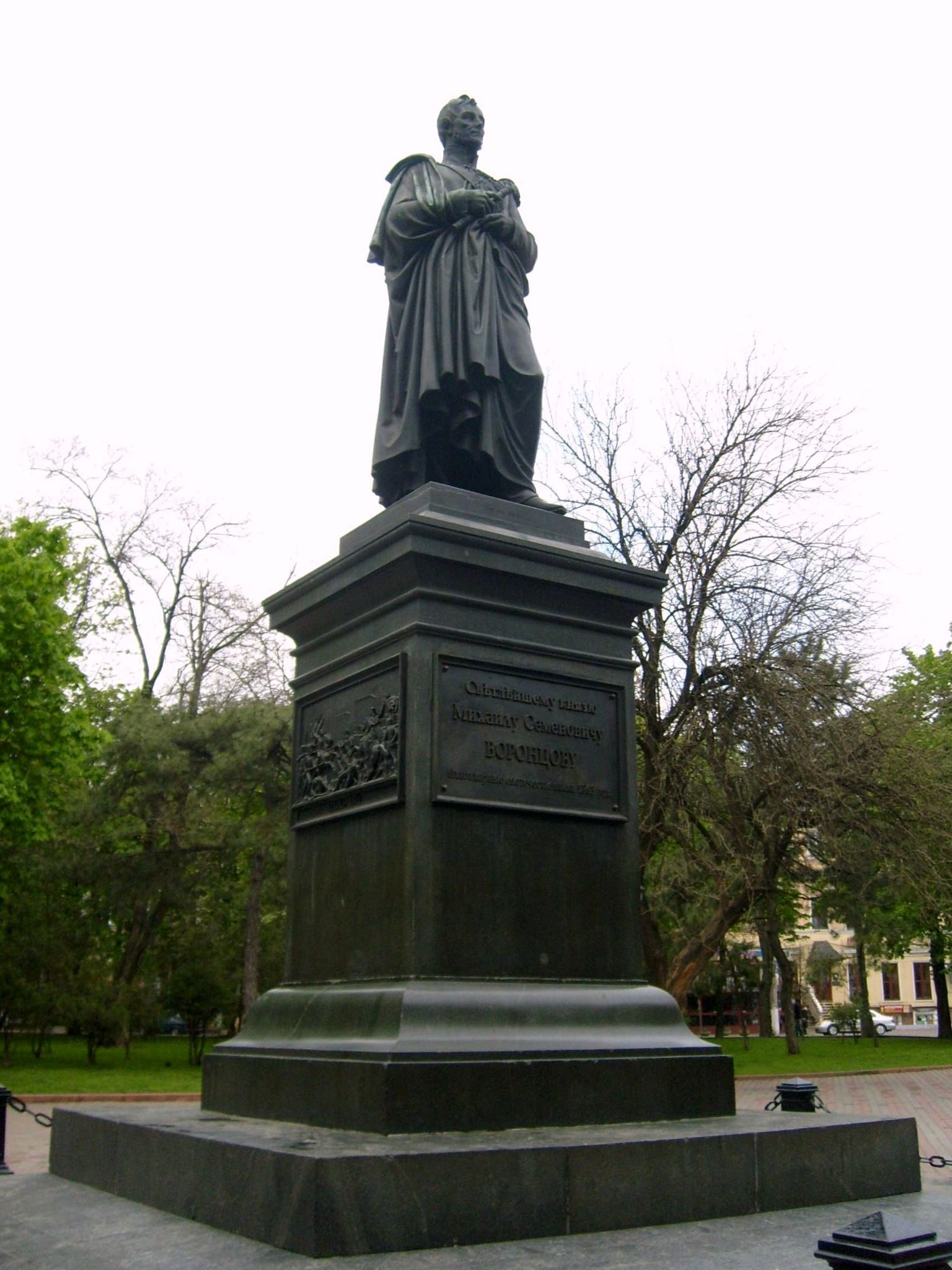
Памятник М. С. Воронцову в Одессе (1863). Скульптор Ф. Бруггер, арх. Ф. Боффо. Надпись на памятнике гласит: «Светлейшему князю Михаилу Семёновичу Воронцову благодарные соотечественники 1863 года». Сооружён на средства, собранные по всей России

«Надежда», «Одесса» и «Нева» положили начало коммерческому пароходному сообщению на Чёрном море. Первые черноморские пароходы с гребными колёсами установленными по бокам в качестве движителя также имели мачты с рангоутом и парусами. Они строились в России и заказывались в Англии. В частности, оттуда на Черноморский флот были поставлены пароходофрегаты, которые использовались для почтово-пассажирского сообщения на линии Одесса — Константинополь, а затем участвовали в обороне Севастополя. Немало поспособствовал возникновению срочных пароходных сообщений на Чёрном море и их организационному оформлению граф Михаил Семёнович Воронцов, Новороссийский генерал-губернатор и полномочный наместник Бессарабской области, который прозорливо называл пароходное судоходство «одним из полезнейших изобретений нашего просвещённого века» и видел за ним большое будущее: 

«Я думаю, что оно должно быть распространено как можно более и проникать во все черноморские порты, дабы овладеть наибольшим числом сношений, ибо сие немало способствует к приобретению так называемой поверхности на морях как в торговом, так и в политическом отношении, на которое Россия по её географическому положению имеет на Чёрном море все права и способы».

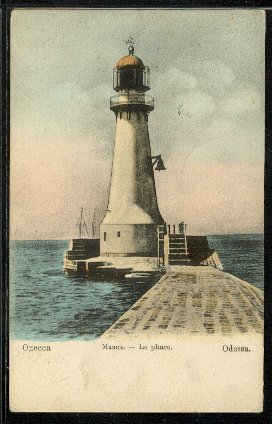
Почтовая открытка Всемирного почтового союза (конец 1890-х гг.) с изображением 1-го Варонцовского маяка в Одесском порту. Освящён и назван Воронцовским 8 ноября 1863 года в день открытия памятника М. С. Воронцову на Соборной площади Одессы

#### Возникновение Черноморского общества пароходов
16 мая 1833 года при поддержке М. С. Воронцова и Е. Ф. Канкрина император Николай I одобрил создание сроком на десять лет акционерного общества для установления постоянных сообщений между Одессой и Константинополем посредством пароходов. Так появилось на свет «Черноморское общество пароходов» — родоначальник Одесского Черноморского морского пароходства, а Одесса стала «южным морским окном» России на Запад. Было решено, что пароходная флотилия акционерного общества будет состоять из трёх судов: «Невы» и строившихся в Николаеве пароходов «Император Николай» и «Императрица Александра». Из них два парохода предполагалось использовать для почтовых перевозок и один для буксировки русских парусников в Босфоре. Непосредственным организатором «Черноморского общества пароходов» был одесский градоначальник действительный статский советник Алексей Ираклиевич Левшин. Один из «достойных сотрудников» В. С. Воронцова, он много сделал для развития города. В правление общества вошли известные одесские предприниматели И. С. Ралли, К. Ф. Папудов и П. Пуль, представлявший там торговый дом Штиглица. На первых порах пароходы ходили в Константинополь нерегулярно и приносили акционерам вместо доходов одни убытки, так как затраты на их содержание и ремонт не окупались. Несмотря на первоначальные трудности первое в истории юга России морское пароходство продолжало функционировать: так, в 1838 году пароходы «Нева», «Император Николай» и «Императрица Александра» совершили 23 рейса из Одессы в Константинополь и обратно. Подводя итоги десятилетней деятельности «Черноморского общества пароходов» М. С. Воронцов возглавил в 1842 году разработку «Положения об учреждении регулярных сообщений посредством пароходов в Чёрном и Азовском морях», утверждённого царём 23 февраля 1843 г. Главной целью была заявлена поддержание регулярного почтового и пассажирского сообщения между Одессой и Константинополем, а также между черноморскими и азовскими портами.

#### Реорганизация Черноморского общества пароходов
В 1843 году «Черноморское общество пароходов» было реорганизовано в «Экспедицию постоянных пароходных сообщений Одессы с Константинополем», которая в 1845 году объединилась с «Комиссией новороссийских пароходов», управлявшей пароходами ходившими по внутренним черноморским линиям, и получила новое название: «Новороссийская пароходная экспедиция», сокращённо — Одесская экспедиция. Пароходы Одесской экспедиции «Наследник», «Митридат», «Андия», «Дарго», «Бердянск», «Таганрог», «Пётр Великий», «Таганрог» (железный), «Луба» (железный), «Тамань» (железный), «Граф Воронцов» (железный), и др. обслуживали внутренние черноморские и азовские линии. Для первой черноморской международной пароходной линии Одесса — Константинополь в 1843 году в Англии были заказаны 4 пароходофрегата с паровыми машинами мощностью в 250 л. с.: «Одесса», «Херсонес», «Крым» и «Бессарабия». Их конструкция отличалась повышенной надёжностью и позволяла использование как и в коммерческих, так и в военных целях. Вплоть до 1853 года, когда началась война с Турцией, пароходофрегаты исправно служили «Новороссийской пароходной экспедиции», регулярно перевозя под пакетботным флагом почту, пассажиров и торговые грузы между Одессой и Константинополем, и выходя в рейсы каждые десять дней. Во время Крымской войны они были довооружены и вошли в отряд пароходофрегатов Черноморского флота, моряки которого героически проявили себя во время обороны Севастополя и затопили часть своих кораблей, в том числе пароходофрегаты «Крым», «Одесса», «Бессарабия» и железный пакетботный пароход «Эльборус» на Севастопольском рейде в августе 1855 года, чтобы те не достались неприятелю.

#### Развитие срочного пароходства на Чёрном море
Во время Крымской войны черноморский торговый флот понёс потери: в частности, в исправном состоянии оставалось восемь паровых судов. В сложившихся условиях деятельность Одесской экспедиции не возобновлялась. Вместо этого для развития регулярного, или срочного, пароходного движения на Чёрном море в 1856 году на её основе было создано акционерное общество: «Русское Общество Пароходства и Торговли» (РОПиТ). Одесская главная контора общества разместилась в бывшем дворце И. О. Витта на ул. Ланжероновская, здании, в настоящее время принадлежащим Черноморскому морскому пароходству.
Правительство выдало обществу РОПиТ крупный заём и пятилетнее разрешение на беспошлинное приобретение судов за рубежом. В 1857 году РОПиТ закупил в Англии пять пароходов, первым из которых прибыл в Одессу пассажирский колёсный пароход «Николай», судно способное принять на борт 200 пассажиров. В дополнение, РОПиТ приобрёл у прекратившей свою деятельность «Новороссийской пароходной экспедиции» суда «Херсонес», «Индия», «Дарго», «Дунай», «Таганрог» и «Граф Воронцов». После всех приобретений к концу 1857 года РОПиТ обладал флотом в 17 пароходов, что позволило ему не только начать гарантированное правительством срочное пароходное сообщение между черноморскими и азовскими портами, но и открыть международную линию Одесса — Константинополь — Марсель. Параллельно, во Франции был подписан контракт на постройку четырёх железных пароходов: трёх винтовых и одного колёсного («Великий князь Константин», «Колхида», «Эльбрус» и «Керчь»). В целом, новое пароходное предприятие, продолжая традиции «Черноморского общества пароходов» и «Новороссийской пароходной экспедиции», хозяйствовало успешно: адрес-календарь за 1866 год помимо агентов «на линиях речных, Чёрного и Азовского морей», перечисляет агентов на «линиях Средиземного моря» и «линии Атлантического океана».
Деятельность РОПиТ и других коммерческих судоходных предприятий на юге России привели к расширении торговли с Турцией. В 1874 году в Константинополе был основан Русский базар, или Общество на паях для ведения торговли на Востоке, располагавшее образцами промышленной продукции российских фабрик и заводов. В 1881 году экспорт России в Турцию составил 12,8 млн руб. Россия экспортировала главным образом через Одесский порт в Османскую империю: керосин и другие нефтяные продукты, хлеб, ячмень, рожь, кукурузу, сахар, спирт, железо, чугун и изделия из металла, хлопчатобумажные ткани, шерстяные изделия, кожу, цемент, стекло, лес, бумагу, часы, лен, обувь, и музыкальные инструменты. Из Турции ввозились кофе в зёрнах, листовой табак, виноград и виноградные вина, драгоценные камни, жемчуг, дубильные вещества, домашний скот, овощи, фрукты, ягоды, лесные орехи, миндаль, лавровый лист и другие пряности.

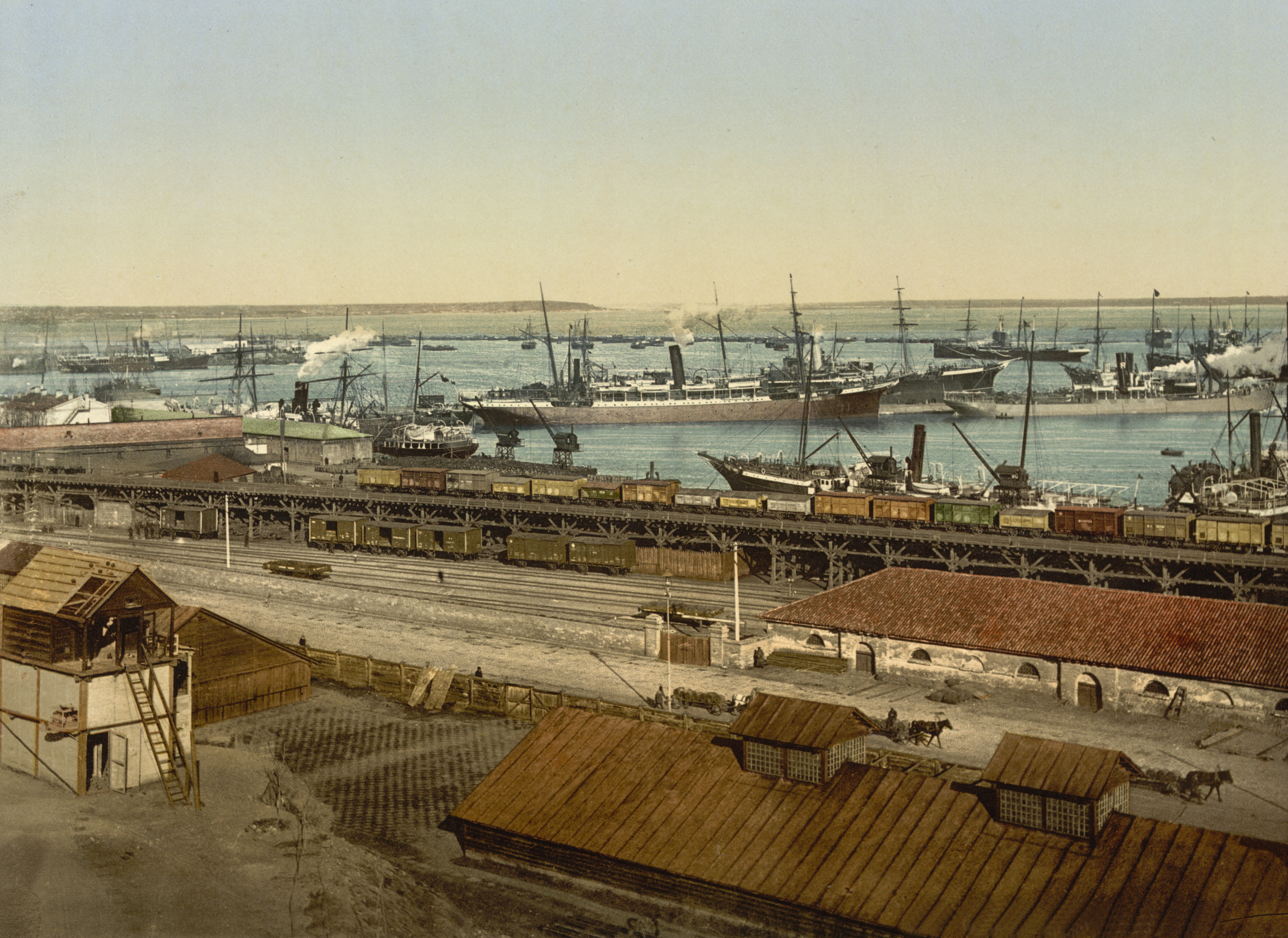
Практическая гавань Одессы в 1896 году. Фотохром Петра Павлова

В 1901 году английские и американские газеты сообщали, что черноморский флот общества РОПиТ состоит из 72 пароходов водоизмещением в 67 654 регистровых тонн. Всего в это время торговый флот Российской империи насчитывал 745 пароходов различного класса общим водоизмещением 364 360 тонн, из них — 316 пароходов было приписано к черноморским и азовским портам. Создание РОПиТ упрочило регулярное торговое сообщение Одессы с иностранными портами, увеличило коммерческое движение на внутренних черноморских и азовских линиях и ускорило реконструкцию и благоустройство портов Азово-Черноморского бассейна. Развитие срочного пароходства имело помимо экономического ещё и общественное значение: получил развитие экскурсионный туризм в Крыму и на Кавказе, а также произошёл всплеск интереса к паломничеству в святые места Палестины и Афона.

#### Плавучие выставки и морские круизные суда
В 1909 году РОПиТ выступил в роли организатора нестандартной рекламной кампании по продвижению отечественной промышленной продукции на рынки Средиземноморья. Для этого построенный в 1895 году в Англии стальной винтовой, двухмачтовый почтово-пассажирский пароход «Император Николай II» был переоборудован в плавучую выставку. 135 крупнейших российских фирм арендовали места для рекламы и экспонирования своей продукции. Первым посетителем одобрившим выставку перед её отправкой за границу стал царь Николай II в Ялте. Пароход «Император Николай II» с экспозиций на борту вышел из Одесского порта 9 декабря 1910 года, и затем в течение двух месяцев поочерёдно посетила порты Варну, Бургас, Константинополь, Салоники, Суду, Александрию, Порт-Саид, Яффу, Кайфу, Бейрут, Триполи, Александретту, Мерсину, Смирну, Дарданеллы, Самсун, Керасунд и Трапезунд. Выставка пользовалась успехом и не только окупила вложенные средства, но и принесла её организаторам прибыль. В честь этого события была выпущена серия открыток, выполненных по рисункам художника Ивана Пашкова.
В канун Первой мировой войны РОПиТ заказал серию однотипных круизных пароходов водоизмещением 8577 тонн и скоростью 15 узлов, бравших на борт 374 пассажиров каждый. Это были построенные в Англии пароходы: «Император Пётр Великий», «Император Николай I», «Императрица Екатерина II» и «Император Александр III». Первые отечественные круизные суда выделялись не только своими размерами и комфортабельностью, но и обладали целым рядом технических новшеств. В декабре 1913 года они стали совершать из Одессы рейсы в порты Чёрного и Средиземного морей.
С началом Первой мировой войны на Чёрном и Азовском морях была произведена мобилизация по некоторым данным около двухсот торговых судов, в ходе которой пароходы становились вспомогательными крейсерами, военными транспортами, минными заградителями, госпитальными и посыльными кораблями. Так например, «Император Николай I» и «Император Александр III» были переоборудованы в гидроавиатранспорты и принимали участие в боевых действия, а «Император Пётр Великий» — служил госпитальным судном.
В конце XIX — начале XX веков торговые судоходные предприятия в Российской империи появлялись и исчезали, но в то же время утвердилась устойчивая обойма пароходств. Из крупных с долевым участием государства — на юге России кроме РОПиТа активно работали: Пароходное общество «Добровольный флот» (известное как Доброфлот), Азово-Черноморское Пароходное Товарищество (основатель И. Я. Древицкий), Русско-Дунайское Пароходное Общество, Акционерное общество «Русско-Восточно-Азиатское пароходство», Русское Общество Коммерческого Пароходства, а из частных — «Пароходство Фальц-Фейнов», «Буксирное пароходство Анатра», «Мишурес и сыновья» и др. Любой уважающий себя российский судовладелец имел в Одессе своё представительство, управление или контору, а Одесский порт, стал базовым для сотен пассажирских и товарных пароходов различного назначения.
Из поколения в поколение одесситы передают истории, связанные с дореволюционными пароходами и их владельцами. Такие как, например, о легендарном буксире «Смелый», который из-за туч выпускаемого дыма именовали «Пожар в бане». Или об отличавшимся неимоверной скупостью и всегда носившим всю документацию с собой в портфеле судовладельце Шае Крапотницком. Именно ему принадлежал старый колёсный пароход «Тургенев», ходивший на линии Одесса-Аккерман и увековеченный Валентином Катаевым в повести «Белеет парус».

### Советский период
В 1920 году после окончания гражданской войны от торгового флота на Чӫрном море осталось около 5 % судов.Проживавший в Одессе в то время Константин Паустовский писал, что:

…море продолжало быть таким пустынным, что мы, кажется, не удивились бы, если бы заметили на нём бронзовые носы греческих трирем или цветные паруса финикиян, …белые, бежав из Одессы, увели с собой весь так называемый торговый флот — все пассажирские и грузовые пароходы, буксиры, баржи и катера пароходных обществ РОПИТа (Русского общества пароходства и торговли), Черноморско-Дунайского пароходства и Добровольного флота. Флот был уведен в разные порты Средиземного моря. Там белое командование распродавало его заграничным компаниям.
Установив окончательный контроль над черноморским побережьем, советское правительство занялось восстановлением торгового флота.
13 июня 1922 года Совет Труда и Обороны республики учредил в системе Наркомата путей сообщения государственные пароходства Балтийское, Северное, Черноморско-Азовское и Каспийское, а общее руководство их деятельностью возложил на Центральное правление Госторгфлота.
После Великой Отечественной войны, в связи с увеличением объёмов перевозок, были созданы отдельные Черноморское, Азовское и Грузинское пароходства. Базовым портом Черноморского морского пароходства (ЧМП) осталась Одесса, где помимо Одесского порта располагался судоремонтный завод.
В марте 1958 года Советский Союз заключил с ДРВ Договор о торговле и мореплавании, а затем Соглашение о взаимных поставках товаров. До начала в 1964 года войны США с ДРВ объём экспорта и импорта СССР в торговле с Демократической Республикой Вьетнам был примерно одинаковым (1960 год — соответственно 22 млн рублей и 20,8 млн рублей). Позже объём импорта из ДРВ резко снизился, а объём экспорта — возрос.

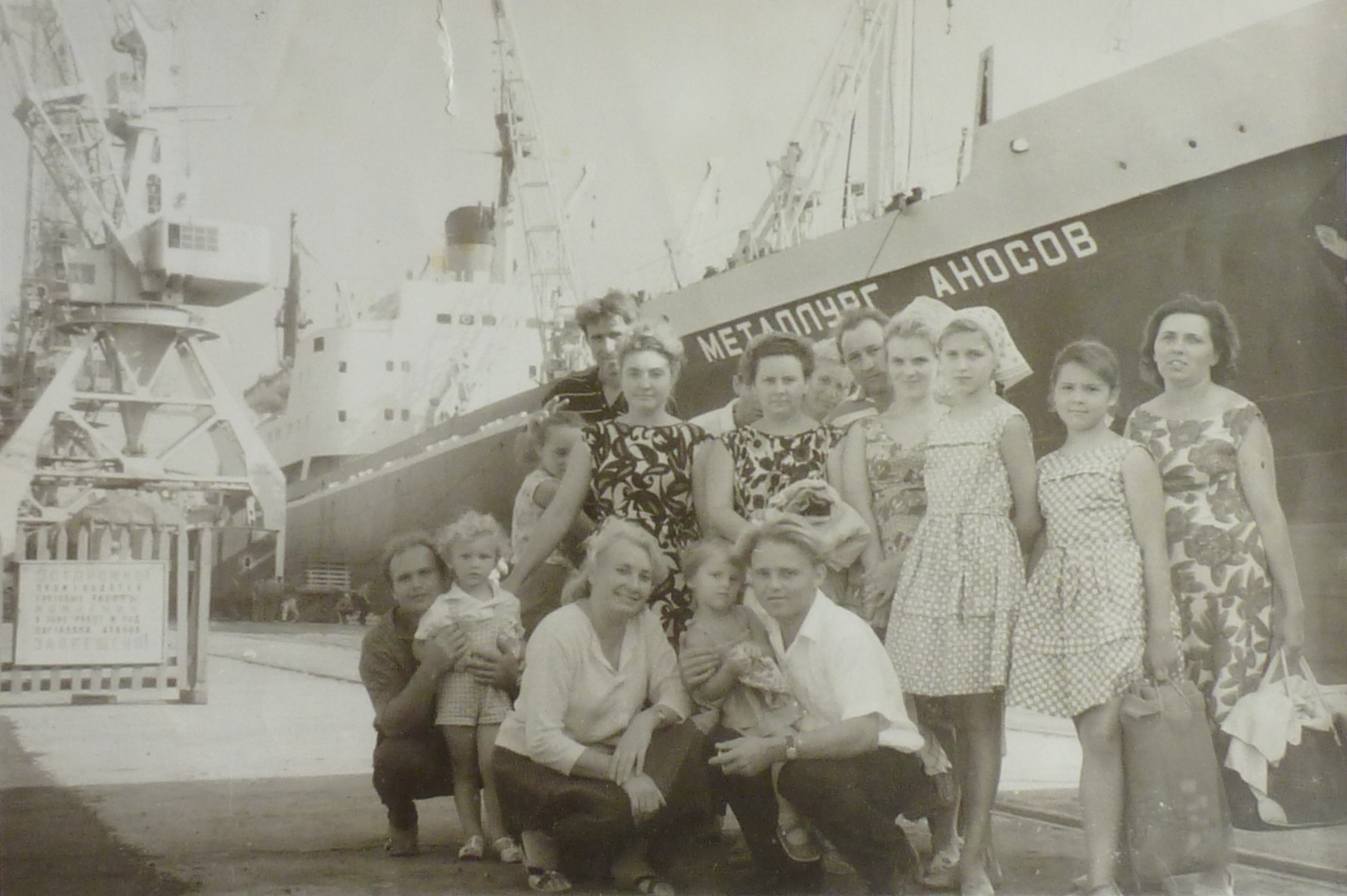
Черноморское морское пароходство, Турбоход «Металлург Аносов», некоторые члены экипажа и их семьи, 1960-е годы.

В 1964 году было организовано Новороссийское морское пароходство.
С середины 1960-х годов началась масштабная доставка грузов, в том числе и военных, во Вьетнам. Чтобы ощутить масштабы перевозок морем и другими путями укажем каждый путь отдельно:
- Переброска советских военных специалистов во Вьетнам осуществлялась в основном по воздуху силами военно-транспортной авиации. Одновременно в ДРВ поставлялась советская военная техника: зенитно-ракетные комплексы С-75 «Двина» и С-75М «Волхов» (всего с июля 1965 по 1972 года в ДРВ было поставлено 95 ЗРК С-75 и 7658 ракет), истребители МИГ-17 и МИГ-21, истребители-бомбардировщики СУ-17, бомбардировщики ИЛ-28, транспортные самолёты ИЛ-14 и ЛИ-2, зенитная артиллерия среднего и малого калибра (в том числе с марта 1965 года 37-мм и 57-мм зенитные пушки), радиолокационные станции обнаружения, техника связи, и так далее. [553]. При этом для доставки этих грузов активно использовались военно-транспортные самолёты АН-12 и АН-22. Первый брал на борт один, а другой — два истребителя МиГ-21 в полуразобранном виде в контейнерах.
- Действовал также морской путь. Для доставки грузов морским путём (конечный пункт порт Хайфон) было задействовано более 20 судов Черноморского и Дальневосточного морских пароходств. Как правило, при подходе к побережью Вьетнама приходилось преодолевать зону морской блокады, установленную американскими ВМС.
- Не менее сложным был и наземный (железнодорожный) маршрут, проходящий по территории Китайской Народной Республики. Натянутость отношений между СССР и КНР сказывалась (несмотря на договорённости) и на эффективности функционирования этого пути. Разграбление советских военных грузов, направляемых из СССР в Северный Вьетнам через Китай, приняло систематический характер. ()[37]

20 января 1967 года танкерное отделение Черноморского морского пароходства отделилось и Новороссийское морское пароходство стало самостоятельным предприятием c целью эффективности руководства работой нефтеналивного флота и портов в Черноморском бассейне, ликвидации многоступенчатости в управлении флотом и более оперативного решения вопросов перевозок Минвнешторгом и другими заинтересованными организациями.

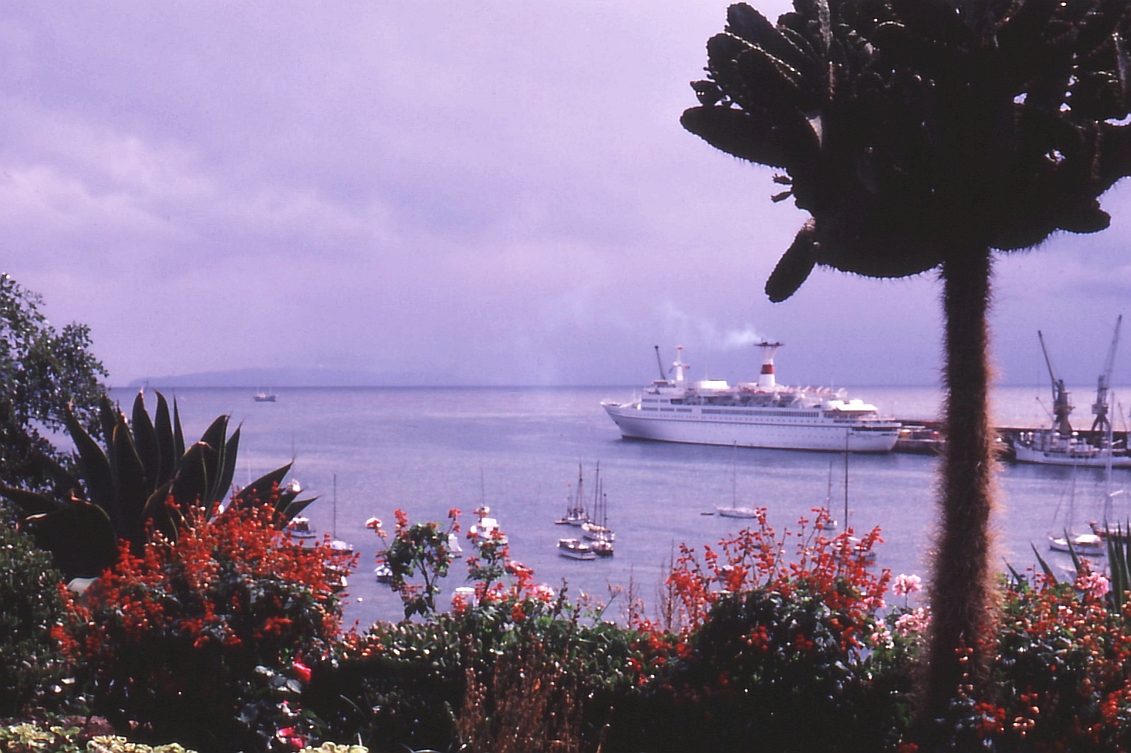
Черноморское морское пароходство, теплоход «Максим Горький» в порту Фунша́л, о. Мадейра, 1978 г.

С 1986 года ЧМП руководил Пилипенко В. В.
В конце 1980-х годов экономика СССР по ряду причин, в том числе из-за падения мировых цен на углеводороды, оказалась в кризисном состоянии. Бюджеты союзных республик не наполнялись, а средства поступающие предприятиям перераспределялись порой в ущерб преуспевающих хозяйствующих субъектов. С 1989 года на ЧМП не выделялись средства на строительство новых судов, так как большая часть (80-85 %) его прибыли уходило в центральный бюджет. В сравнении, в 1980-85 годы в бюджет УССР уходило 10-20 % прибыли ЧМП.

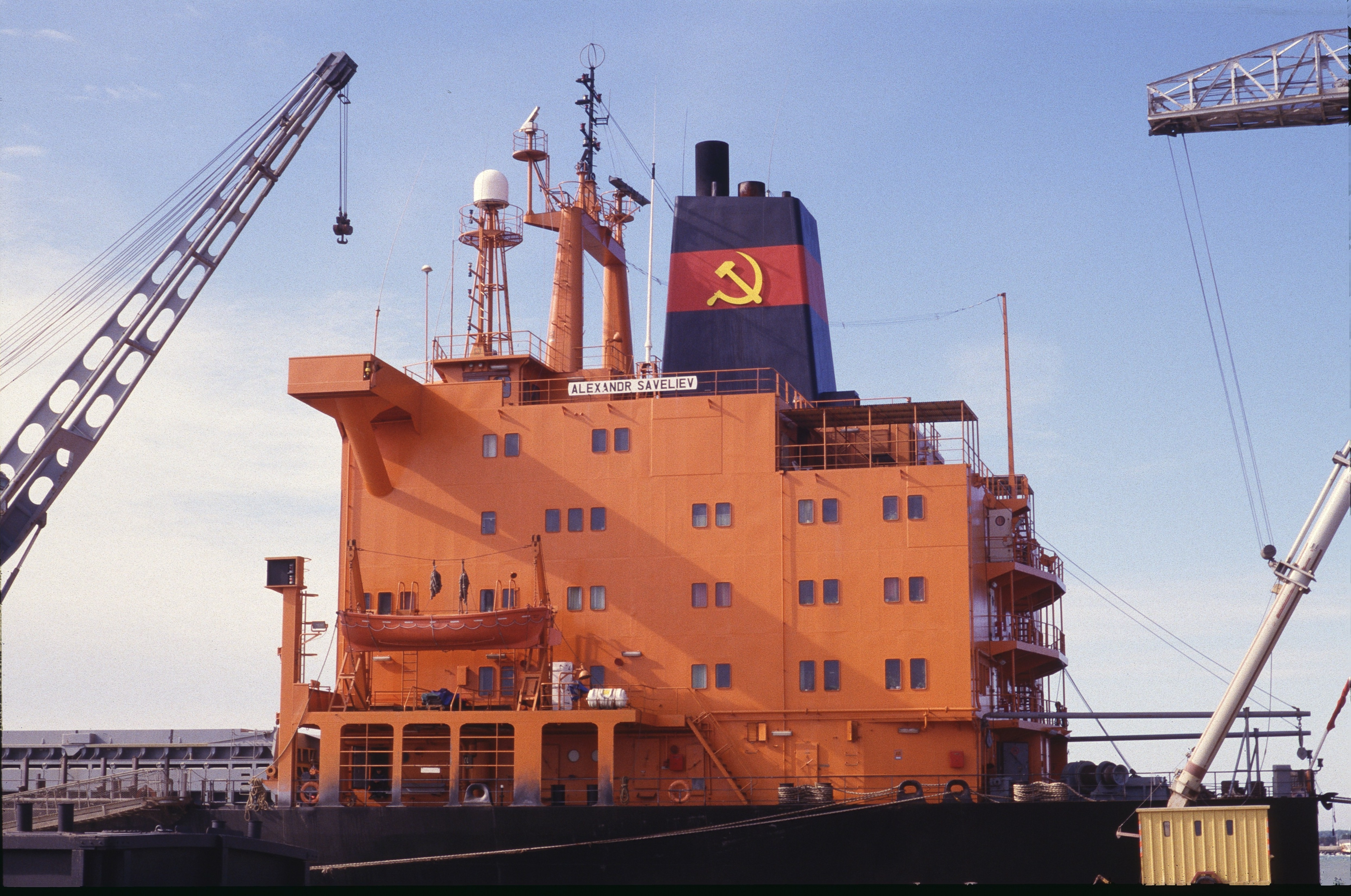
Черноморское морское пароходство, теплоxод «Александр Савельев», август 1987 г.

Накануне распада Советского Союза Черноморское морское пароходство было мощнейшим в Европе и одним из крупнейших в мире. В его составе находилось около 360 судов различного класса. В это число входили: 21 пассажирское судно общей вместимостью 12 тысяч пассажиромест, обслуживающих 14 океанских и 20 внутренних линий; 260 современных универсальных судов различных классов, водоизмещением 5 млн тонн. Наряду с Дальневосточным морским пароходством, оно было одним из ведущих в морском флоте СССР, который на 1 января 1990 года состоял из 17 пароходств, 1800 судов общим дедвейтом 22,4 млн т, 67 портов и 26 судоремонтных предприятий.

### Современное состояние
После распада СССР Черноморское морское пароходство (ЧМП) вместе с Азовским морским пароходством (АМП) и Советским Дунайским пароходством (СДП) были выведены из подчинения союзных Министерства морского флота СССР и Министерства речного флота СССР. ЧМП было передано в ведение образованной 2 января 1992 года Государственной администрации морского транспорта Украины (Укрморфлот), ставшей правопреемником Министерства морского флота СССР на территории Украины. Укрморфлот распоряжался имуществом ЧМП совместно с Фондом государственного имущества Украины (ФГИУ). Положение об Укрморфлоте было утверждено Советом министров Украины 18 февраля 1992 года. Согласно пункту 7 (в), Укрморфлот получил право: «менять флаги, по согласованию с Фондом государственного имущества Украины продавать, закладывать суда с целью получения кредитов для финансирования программ пополнения флота».
Данные о составе ЧМП и оценки его состояния на 1991 год разнятся. По доступным из открытой печати сведениям, на 1991 год в составе ЧМП находилось 234 грузовых, пассажирских и судов других классов общим дедвейтом в 4167 тысяч тонн, большая часть которых состояла в эксплуатационной готовности. ЧМП закончило 1991 год с прибылью в 270 миллионов рублей и валютной выручкой в 788 миллионов долларов. С другой стороны, стоял вопрос об обновлении флота, так как в 1992 году на списание было намечено 29 единиц, а всего до 2000 года — порядка 120.
Раздел торгового и пассажирского советского флота между бывшими республиками, составлявшими до 1991 года СССР, не обошёлся без взаимных претензий. В частности, это касается турбоходов «Максим Горький» и «Фёдор Достоевский», приписанных к ЧМП и переданных в АКП «Совкомфлот». К концу 1992 года доля акций ЧМП в созданном в 1988 году Министерством морского флота СССР и ведущими судоходными предприятиями страны акционерном коммерческом предприятии (АКП) «Совкомфлот» снизилась с 18 % до 1,4 %. После реорганизации АКП «Совкомфлот» в открытое акционерное общество (ОАО) «Современный коммерческий флот» («Совкомфлот») в 1995 году, эти суда вошли в состав флота вновь образованного судоходного предприятия.
Мощности Черноморского пароходства создавались прежде всего для обслуживания потребностей централизованной, плановой экономики СССР. После разрушения единого хозяйственного комплекса сложившегося в СССР на 1991 год, ЧМП оказался в сложном финансовом положении. Уже в декабре 1992 года общая задолженность ЧМП по кредитам составила 170 миллионов долларов, в том же году списали 28 судов. В сложившейся экономической ситуации во избежание простоя судов премьер-министр Украины Л. Д. Кучма предложил передавать суда офшорным компаниям-посредникам с их последующей регистрацией в иностранной юрисдикции для задействования простаивающего без фрахта торгового и пассажирского флота ЧМП. Президент в Украине Л. М. Кравчук это предложение одобрил. По сообщениям прессы, в 2013 году он признал это решение ошибочным.
17 февраля 1993 года Укрморфлот был ликвидирован, и ЧМП перешло под руководство вновь созданного Министерства транспорта Украины (1992—2004).
13 августа 1993 года указом Президента Украины Л. Кравчука был создан судоходный концерн «Бласко — Черноморское морское пароходство» в форме акционерного общества открытого типа. Президентом концерна был назначен Кудюкин П. В., сменивший В. В. Пилипенко во главе ЧМП. Согласно указу «Бласко» стал правопреемником всего движимого и недвижимого имущества Черноморского морского пароходства в Украине и за рубежом.

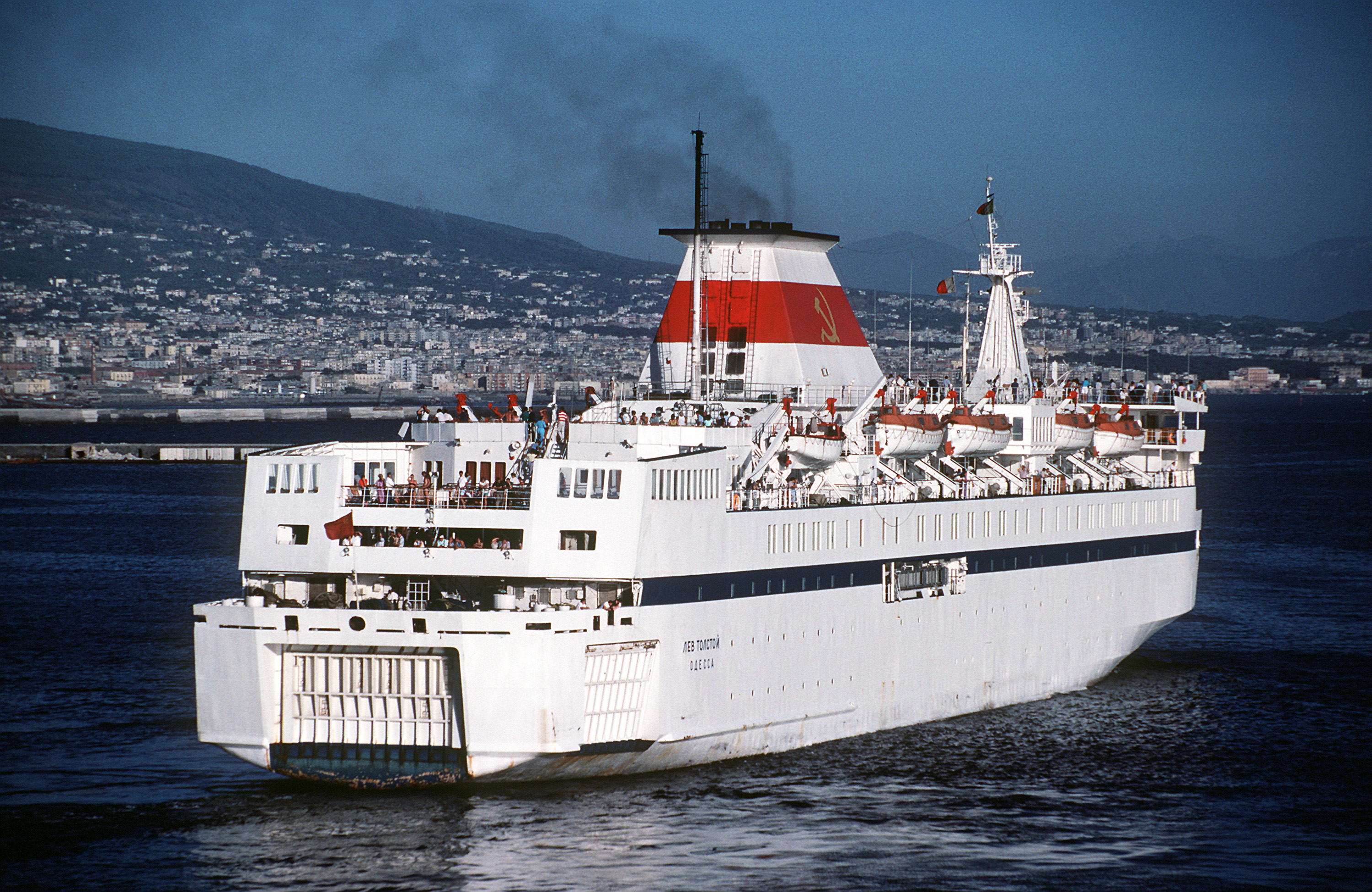
Черноморское морское пароходство, т/x «Лев Толстой», сентябрь 1988 г. Построен в 1981 году в Польше, принят на баланс ЧМП. В 1995 году продан компании Blasco IK, Монровия, Либерия, переименован в «Natasha». Возвращён ЧМП в 1996 году, отремонтирован в Польше в 1999 году В 2002 году продан Mano Maritime, Сент-Винсент, и переименован «The Jasmine». Перепродан International Maritime Invest Movement Co Ltd, Иордания в 2006 году, переименован в «Farah». Перепродан EasyCruises Ltd., Лимасол, Кипр, переименован «Easycruise Life», 30 октября 2010 года переименован «Ocean Life»

24 декабря 1993 года Верховная рада Украины приостановила процесс акционирования Черноморского морского пароходства и наложила вето на президентский указ. В ответ Л. Кравчук издал новый указ, подтвердивший полномочия руководства «Бласко — ЧМП». Оба указа Л. Кравчука были, в свою очередь, отменены в январе 1995 года ставшим президентом Украины Л. Кучмой. 27 января 1994 года Верховная Рада Украины приняла решение о начале проверки Черноморского морского пароходства. Была создана следственная депутатская комиссия под руководством бывшего прокурора Приморского района Одессы, народным депутатом Ю. А. Кармазиным.
На январь 1993 года ЧМП имело 227 судов, но из них 160 были разбросаны по офшорам всего мира. Начались первые аресты судов по разнообразным, зачастую надуманным, предлогам: так не досчитались 11 из них. После преобразования ЧМП в акционерное общество разрушительные тенденции усилились. Проценты по кредитам росли, доходы «Бласко — ЧМП» укрывались и выводилась в офшорные банки. В результате, против П. В. Кудюкина возбудили уголовное дело и его осудили за реализацию, как оказалось, ошибочного плана по передаче судов компаниям-посредникам.
В 1995 году, кода флот компании насчитывал 216 судов, к её руководству пришёл А. В. Коваль, который так и не разобрался, куда были выведены денежные средства и суда, и к тому же потерял ещё 30 вымпелов. Запущенные его предшественниками механизмы продолжали поглощать средства и суда компании. В том же 1995 году был назначен очередной руководитель А. М. Стогненко; флот ЧМП сократился до 186 вымпелов; были взяты новые кредиты, которые вернуть было уже нереально, и, как следствие, по миру прошла волна арестов судов ЧМП: в 1995—1997 годы компания потеряла 171 судно. На январь 1998 года осталось 15 вымпелов.
В июле 2004 года Министерство транспорта Украины, осуществлявшее общее руководство над ЧМП, было реорганизовано в Министерство транспорта и связи Украины.
На 2004 год компания имела 6 судов и 17 непогашенных кредитов на 11 миллионов долларов. В 2005 году убытки ГСК «ЧМП» составили полмиллиона долларов.
В 2006 году в ГСК «ЧМП» была введена процедура санации.
В 2008 году Черноморское морское пароходство отмечало своё 175-летие со дня своего основания. Накануне юбилея министр транспорта и связи Украины К. Ефименко заявил о необходимости прокурорской проверки законности отчуждения имущества ЧМП. Он назвал процедуру банкротства ЧМП «немотивированной» и ведущей к выведению из под государственного контроля предприятия, балансовая стоимость имущества которого составляет свыше 500 миллионов гривен. В результате, по мнению К. Ефименко, путём создания искусственных долгов за бесценок отчуждается государственная собственности. В своём заявлении министр призвал не допустить ликвидации Черноморского морского пароходства.
В декабре 2010 года Министерство транспорта и связи Украины было в очередной раз реорганизовано, и ЧМП было подчинено Государственной службе морского и речного транспорта теперь уже Министерства инфраструктуры Украины.
По состоянию на сегодняшний день флот ЧМП сократился до одного вымпела.
Процедура санации ГСК «ЧМП» продолжается.

#### Причины банкротства ЧМП
Власти независимой Украины не смогли добиться объективного расследования причин фактического банкротства ЧМП. Несколько раз пытались реанимировать этот вопрос коммунисты Украины. По просьбе  работников и ветеранов ЧМП, народный депутат Украины, первый секретарь Одесского обкома КПУ Евгений Царьков подготовил депутатский запрос к  президенту Украины Виктору Януковичу, премьер-министру Украины, Генеральному прокурору Украины, в котором просил принять срочные меры для приостановки процедуры банкротства и  санации Государственной судоходной компании «Черноморское морское пароходство», а также  для  возврата незаконно отчуждённого имущества пароходства.
B запросе к президенту Украины содержалась просьба создать специальную государственную комиссию из  представителей Кабмина, ГПУ и СБУ Украины по  вопросам искусственного банкротства и  возобновления деятельности ГСК «ЧМП». Однако  большинство депутатов не поддержали депутатский запрос представителя  коммунистической фракции о создании следственной комиссии по поводу банкротства ЧМП  и  привлечении виновных лиц к  уголовной ответственности, о расследовании степени причастности к этому экс-президента Украины Леонида Кравчука. Обвинения в адрес Леонида Кравчука в разграблении ЧМП были озвучены публично как в интернет-СМИ, так и через общенациональные телеканалы. К примеру, резонанс вызвали дебаты на Первом Национальном канале Украины в программе «Шустер-Лайф».

## Руководители ЧМП
- 1928—1931 — Ф. И. Матвеев
- 1931—1934 — Б. М. Занько
- 1934—1935 — П. П. Коваль
- 1935—1937 — Г. Я. Магон
- 1937 — 1938 — А. С. Полковский
- 25.11.1938—15.05.1939 — С. И. Тёмкин[54]
- 1939—1941 — Г. А. Мезенцев
- 1942 — И. Г. Сырых?
- 1944—1949 — П. М. Макаренко
- 1949—1954 — А. Е. Данченко
- 1954—1956 — А. Д. Поликарпов
- 1956—1972 — А. Е. Данченко — самый любимый моряками ЧМП начальник пароходства. Его именем названа улица в городе Черноморске (бывшем Ильичёвске). Во времена его правления началось строительство многоквартирных домов для моряков («хрущёвок») и у него на первом месте был плавсостав, а не береговые служащие. В его правление были и наивысшие подвиги ЧМП — принятие участия судов ЧМП в прорыве блокад, присоединении к соцлагерю или сотрудничеству АРЕ, Сирии, Кубы, Анголы, Алжира, Йемена, Вьетнама и так далее. Некоторые капитаны получили награды этих стран за участи в прорыве блокады. Также суда иногда оказывались в портах во время бомбёжки (Вьетнам) или возможных подводных диверсионных действий противника.
- 1972—1975 — А. В. Голдобенко
- 1975—1978 — О. К. Томас
- 1978—1986 — С. А. Лукьянченко
- 1986—1992 — В. В. Пилипенко
- 1992—1994 — П. В. Кудюкин
- 1994—1995 — А. В. Коваль
- 1995—1997 — А. М. Стогниенко
- 1997—1998 — А. П. Диордиев
- 1998—2000 — С. В. Мелащенко
- 2000—2002 — Б. И. Щербак
- 2002—2004 — М. Д. Мазовский
- 2004—2009 — Е. Н. Кожевин
- 2021 — сегодняшний день — В. В. Сметанин

## Список судов Черноморского морского пароходства
(в скобках — год зачисления в состав ЧМП; год постройки указан отдельно или в профильной статье)

### Пассажирские и грузо-пассажирские суда работавшие в ЧМП до Второй мировой войны и до 1945 года.

#### Суда дореволюционной постройки
- «Ленин» («Симбирск») — погиб 27.07.1941
- «Ильич» («Император Николай II», «Вече») — в 1935 передан ДВМП, 23.06.44 затонул во время ремонта в Портленде.
- «Чичерин» («Принцесса Евгения Ольденбургская»)- 15.10.41 Одесса, взорван
- «Пестель» («Великий князь Константин») — потоплен немецкой ПЛ «U-20» 19.06.1944
- «Игнатий Сергеев» (ранее «Батум», после — уч. судно, плавбаза ЧФ «Очаков»)
- «Севастополь» — потоплен немецким ТКА «S-102» 10.08.1942
- «Новороссийск» — тяжело повреждён при авианалёте, выбросился на берег 12.08.1941
- «Чатырдаг» пароход РОПит (1896), 9.01.1942 потоплен авиацией;
- «Феодосия»
- «Ян Томп» (1925-42), ранее Neebing 1903 г. 30.08.1942 потоплен германским ТКА S-102;
- «Теодор Нетте» (1926—1929, «Тверь»), передан Дальневосточной конторе Совторгфлота
- «Кола» (1932-41) изначально Ilmenau 1906, ранее БМП, 1898. 16.10.41 атакован торпедоносцем и затонул;
- «Ленинград» (1934-52) ранее «Красный Петроград» БМП 1889 года постройки. 17.10.41 затоплен при авианалёте, позже восстановлен;
- «Каменец-Подольск» (конец 1930-х — 1941) изначально «Narew» Доброфлота (1915), 29.08.41 потоплен торпедоносцами;

##### Вспомогательные суда
- Ледокол № 5 (после 1920), 1916 года постройки; ЧФ, 12.08.1941 подорвался на мине;

#### Суда послереволюционной постройки
- «Аджария» («Аджаристан» (1927) — потоплен вражеской авиацией 23.07.1941
- «Абхазия» (1928) — потоплен вражеской авиацией 10.06.1942
- «Армения» (1928) — потоплен вражеской авиацией 07.11.1941
- «Украина» (1928) — потоплен вражеской авиацией 02.07.1942
- «Крым» (1928) — единственный из «крымчаков» переживший Великую Отечественную. списан в1973 году.
- «Грузия» (1928) — потоплен вражеской авиацией 13.06.1942
- «Котовский» (1928) — передан ЧФ, сантранспорт, плавбаза, после войны возвращён ЧМП;
- «Молдавия» — повреждён при авианалёте, выбросился на берег и сгорел 14.09.1941
- «Антон Чехов» (до 1936 года «Дельфин») — подорвался на мине 14.04.1942;
- «Н. Островский» (до 1937 года «Чайка») (1930) — потоплен вражеской авиацией 23.03.1942
- «Ворошилов» (1933) бывш. Tramore / Brasilian Prince(1924), с 1962 года «Ильичёвск», списан в 1972 году;
- «Львов» («Ciudad de Tarragona», транспорт № 3) — Перешёл в СССР из республиканской Испании. санитарный транспорт в годы войны. Списан в 1964 году.
- «Белосток» «Ciudad de Ibiza», транспорт № 4) — потоплен немецким ТКА «S-102» 19.06.1942

##### Грузовые теплоходы типа «Цюрупа»
- «Скворцов-Степанов» (1931) в мае 1938 года захвачен франкистами, под названием «Castillo Maqueda» эксплуатировался до 1961 года;
- «Ногин» (1933) С 1941 года транспорт ЧФ. Погиб в 1942 в порту Феодосия при налёте. В 1944 году поднят, восстановлен и введён в строй;
- «Тимирязев» (1933) 30.08.1937 г. потоплен итальянским ЭМ «Turbine»;
- «Склянский» / с 1935 года «Анри Барбюс» (1933) в мае 1941 года столкнулся с тх «Ворошилов» и затонул;
- «Цюрупа» (1934) захвачен франкистами, под названиями «Castillo Villafranca» (позже «Castillo Aulencia») эксплуатировался до 1964 года;
- «Александр Ульянов» (1940) С 1941 года транспорт ЧФ. Потоплен в 1943 году при авианалёте;
- «Василий Чапаев» (1940) С 1941 года транспорт ЧФ. Потоплен в 1942 году на переходе Поти — Севастополь;
- «Лепсе» (1941) С 1941 года транспорт ЧФ. 12.10.1942 г. затоплен близ Поти для создания волнолома. После войны поднят;
- «Пугачёв» не достроен С 1941 года транспорт ЧФ. В сентябре 1941 года, следуя на буксире у транспорта «Кубань», потоплен немецкой авиацией;
- «Степан Разин» захвачен германскими войсками в Николаеве в недостроенном состоянии, переименован в "Alarich, спущен на воду, затоплен в порту Брэила (Румыния), поднят и достроен. Переименован в «Степной», эксплуатировался до 1971 года;

### Суда поступившие в ЧМП в период с 1945 по осень 1959 года.
- «Россия» («Patria») 1946−1984
- «Николаев» («Carl Legien», «Alba Julia») 1946-19..
- «Абхазия» («Marienburg»/«Ленсовет») — пассажирский турбоэлектроход (1939—1981). Продан на слом в 1981 году в Испанию[55].
- «Грузия» — бывший польский пассажирский теплоход Sobieski, получен в 1950 году, эксплуатировался до 1975.
- «Нежин[англ.]» (1954) — сухогруз типа «Коломна» постройки ГДР, именем которого временно для съёмок фильма «Пираты XX века» был назван сухогруз «Фатеж» (построенный тоже в ГДР и на той же верфи, но в 1970-х годах). «Нежин» был передан Азовскому морскому пароходству в 1967 или в 1969 году.
- «Смела» (1954) — однотипный пароходу «Нежин». Передан Азовскому морскому пароходству в 1965 или в 1967 году.
- «Адмирал Нахимов» («Berlin») (1957—1986)
- «Владимир» — танкер (1957). Награждён орденом Ленина в 1966 году.
- «Киргизия» (1959). Списан в 1988 году.
- «Тимирязев» 2-й. Получен от США в 1945 году. Построен в 1920 году. В составе ЧМП с 1950 года. Одно из первых судов открывших регулярные грузоперевозки с Индией. Списан 5 ноября 1959 года и разобран в Одессе.
- «Иркутск» (до 1945 г. «Тексмар») Построен в США в 1919 году. В 1945 году передан СССР. С 1950 года в составе ЧМП. Списан в 1966 году.
- «Кавказ» (до 1945 г. «Винд Руш») Построен в 1919 году. Передан СССР в 1945 году. В период 1950-55 годов в составе ЧМП.
- «Омск» (до 1950 г. «Капитан Вислобоков» до 1945 г. «Техас») Турбоход США. Передан СССР в 1945 году. В составе ЧМП 1950-59 годах.

### Суда поступившие в ЧМП в период с декабря 1959 и до января 1970.
- Сухогрузы типа «Ленинский Комсомол» 1960-х годов постройки — всего 25 судов.
- Сухогрузы типа «Славянск» или как называли их моряки — «Славяне»
- Рефрижераторы типа «Чапаев» (1965-1969гг) построенные по заказу в Италии для СССР.
- «Борис Лавренёв» (1967—1997) Повреждён американскими ВВС в апреле 1972 г. в Хайфоне.
- «Балашиха» (1965—2002) активный участник рейсов в воюющий Вьетнам.

#### Сухогрузы проекта B-44 (ПНР, тип Муром)
- «Можайск»
- «Маргеллан»
- «Мариинск»
- «Мариуполь»
- «Мацеста»
- «Медынь»
- «Межгорье»
- «Междуреченск»
- «Мичурин»
- «Миллерово»
- «Минск»
- «Молечаевск»
- «Молодогвардейск»
- «Моршанск»
- «Моздок» — погиб под Одессой зимой 1972 года в результате столкновения с болгарским танкером «Лом»
- «Мозырь»
- «Мценск»
- «Мукачево»
- «Муром»
- «Мытищи»
- «Ромен Роллан»
- «Самуил Маршак»

#### Теплоходы проекта B-54 (ПНР, тип Marceli Nowotko / Лениногорск)
- «Лениногорск»
- «Солнечногорск»
- «Большевик Суханов» — участник операции Анадырь в 1962 году во время Карибского кризиса[56].
- «Депутат Луцкий» / Ворскла — участник операции Анадырь в 1962 году во время Карибского кризиса.
- «Партизан Бонивур» — участник операции Анадырь в 1962 году во время Карибского кризиса.
- «Лабинск» — участник операции Анадырь в 1962 году во время Карибского кризиса.
- «Лесозаводск» (1962) в настоящее время используется в качестве учебного комплекса в одесском порту. На 2019 год является единственным сохранившимся транспортным судном ММФ СССР — участником Карибского кризиса.

#### Лениногорск (вторая серия)
- «Дивногорск» (1961—1986) — участник операции Анадырь в 1962 году во время Карибского кризиса.
- «Медногорск» (1962—1986) — участник операции Анадырь в 1962 году во время Карибского кризиса. В 1966 году награждён орденом Трудового Красного Знамени.

#### Теплоходы проекта 543, 543А (НРБ, тип «Алупка»)
- «Алупка» (1960—2000)
- «Алушта» (1960—2014)
- «Аджигол» (1961)
- «Аю-Даг» (1967)
- «Ай-Тодор» (1962—2010)
- «Ай-Петри»
- «Пицунда»
- «Абрау-Дюрсо» (1964)
- «Гурьев» (1963) (передан на Каспий)
- «Артек» (1964) 1966 передан на Белое море, с 1966 «Варнемюнде», с 1968 — «Соловки»
- «Кара-Даг» (1965) — после аварии в марте 1971 года переименован в «Адмирал Лунин». Снимался в фильме «Пираты XX века» в роли пиратского судна «Mercury»
- «Сарыч» (1965)

#### Теплоходы проекта 592 (тип «Киргизстан»)
- «Таджикистан» (1961—1988)
- «Молдавия» (1960) списан в 1996 году.
- «Аджаристан» / «Колхида» (1961) списана в 1996 году.
- «Сванетия» (затем «Таллин» БМП) (1960)
- «Узбекистан» (1961) переименован в «Odessa Sun» и модернизирован. Списан в 2001 г.
- Проект 594, тип Полтава (1-я серия)
  - Полтава активный участник операции «Анадырь» в 1962. Списан а 1989 г.
  - Полоцк
- тип «Бежица» (2-я серия т/х Полтава) 19 судов из 53:
  - «Бежица» (1963)
  - «Брянский рабочий»
  - «Павловск»
  - «Бакуриани»
  - «Балашиха»
  - «Белгород-Днестровский»
  - «Брацлав»
  - «Борислав»
  - «Геническ» — в 1967 году перестроен в научно-исследовательское судно «Космонавт Владимир Комаров»
  - «Березовка»
  - «Октябрьская революция»
  - «Перекоп»
  - «Приднепровск»
  - «Николаев»
  - «Бабушкин»
  - «Баймак»
  - «Партизанская искра»
  - «Партизанская слава»
  - «Капитан Вислобоков» — подорван диверсантами ЮАР в Анголе в 1982 году.

#### Теплоходы проекта 101/Seefa 340 (ГДР, тип «Михаил Калинин»)
- «Башкирия» (1964)
- «Аджария» (1964) списан в 1996-97 году.
- «Армения» (1963) списан в 1995 году.
- «Латвия» (1960)
- «Литва» (1960)
- «Феликс Дзержинский» в 1970 году передан ДВМП

#### Суда типа «Либерти»
- «Авача» (Robert G. Cousins / Monginevro)
- «Алатау» (James Rolph / Spiga)
- «Бештау» (J. C. Osgood / Bianca Corrado)
- «Дарьял» (Whitefield / Orata)
- «Карпаты» (Haym Salomon / Capitaine Brognion)
- «Малахов Курган» (William D. Boyce / Monrosa)
- «Машук» (Richard B. Moore, с 1947 San Giusto)
- «Саяны» (Samlyth / St. Atvans)
- «Сихоте-Алинь» (Thomas Nelson Page / Capitaine Potie)
- «Хибины» (Jose J. Acosta / Delfin)

##### Суда типа Повенец
- «Нововоронеж» (1970)
- «Сыктывкар»
- «Бирюса» (1976)
- «Северодвинск»
- ??"Гриша Акопян" получивший тяжелейшие повреждения во время бомбардировки Хайфона американскими ВВС.

### Суда поступившие в ЧМП после 1969 года.
- Сухогрузы проекта B-40 (ПНР), типа «Коммунист» — польской постройки, 19 судов из 20 (кроме «Хо Ши Мин» ДВМП)[57] :
  - «Коммунист»
  - «Коммунистическое знамя»
  - «Жанна Лябурб»
  - «50 лет Советской Украины»
  - «Николай Кремлянский»
  - «Бела Кун»
  - «Игнатий Сергеев»
  - «Инесса Арманд»
  - «Иона Якир»
  - «Дмитрий Полуян»
  - «Георгий Чичерин»
  - «Роза Люксембург»
  - «Карл Либкнехт»
  - «Джузеппе ди Витторио»
  - «Франц Богуш»
  - «Тойво Антикайнен» — одним из последних был списан или продан во второй половине 1990-х годов.
  - «Фридрих Энгельс»
  - «Эрнст Тельман»
  - «Георгий Димитров»
- «Победа» («Magdalena» / «Iberia») −1977
- «Украина» («Basarabia») − 1987
- «Пётр Великий» («Дуала») — 1973
- «Иван Сусанин» («Rügen»)
- «Пётр Великий» («Император Пётр Великий»)
- «Орион» («Deutschland», «Frigga», «Zenith») (из Сочинского МП, 194.-1969)
- «Фрязино» (1970-е) -получивший известность благодаря участию в съёмках знаменитой комедии «Полосатый рейс» и передан ЧМП из Азовского морского пароходства после 1978 года.
- «Надежда Крупская» (в 1976 передана Черноморскому флоту — «Кубань»)
- «Фёдор Шаляпин»
- «Леонид Собинов»
- «Кооперация»
- «Дебальцево» — небольшой балкер, передан Азовскому морскому пароходству (в 1980-х ещё был в действии).
- Пассажирские суда типа «Иван Франко» (1960-х годов):
  - «Иван Франко» (1964)
  - «Тарас Шевченко» (1966)
  - «Шота Руставели» (1968) (затем «Assedo»)
- «Одесса» («Копенгаген») (1975)
- «Максим Горький» (1969) — многолетний лидер пассажирского круизного флота СССР.
- Проект P-1765 (Финляндия), тип Белоруссия
  - «Белоруссия» (1975)
  - «Грузия» (1975)
  - «Азербайджан» (1975)
  - «Казахстан» (1978) (затем «Украина», «Island Adventure», «Adventure»). Слом 13.11.2011
  - «Карелия» (1978)
- Балкера типа «Зоя Космодемьянская» — 50000 дедвейт. Всего 4-е судна
  - «Зоя Космодемьянская»
  - «Александр Матросов»
  - «Унан Аветисян»
  - «Изгутты Айтыков»
- Балкера типа «Парфентий Гречаный» — 50000 дедвейт, усовершенствованное продолжение серии «Зоя Космодемьянская»
  - «Парфентий Гречаный»
  - «Ион Солтыс»
- Балкера тип «Харитон Греку» (14 из 25 судов)
  - «Харитон Греку»
  - «Герои Сталинграда»
  - «Академик Бакулев»
  - «Алексей Данченко»
  - «Микола Бажан»
  - «Депутат Луцкий»
  - «70-летие Октября»
- Корабли типа 1609 проекта «Атлантика» тип Капитан Смирнов (газотурбоходы)
  - «Капитан Смирнов»
  - Капитан Мезенцев"
  - «Инженер Ермошкин»
  - «Владимир Васляев»
- Пассажирские суда типа «Дмитрий Шостакович» (1980-е годы) — польской постройки и прозваные моряками «польское чудо» из-за тупого носа судна, что издалека было непонятным — нос это или корма. В дальнейшем носы судов этого типа сделали немного острее.
  - «Дмитрий Шостакович» (1980)
  - «Лев Толстой» (1981)
  - «Михаил Суслов» («Пётр Первый», «Ocean Empress», «Ocean Jewel of St.Petersburg»)
- «Фёдор Достоевский» (1987—1994)

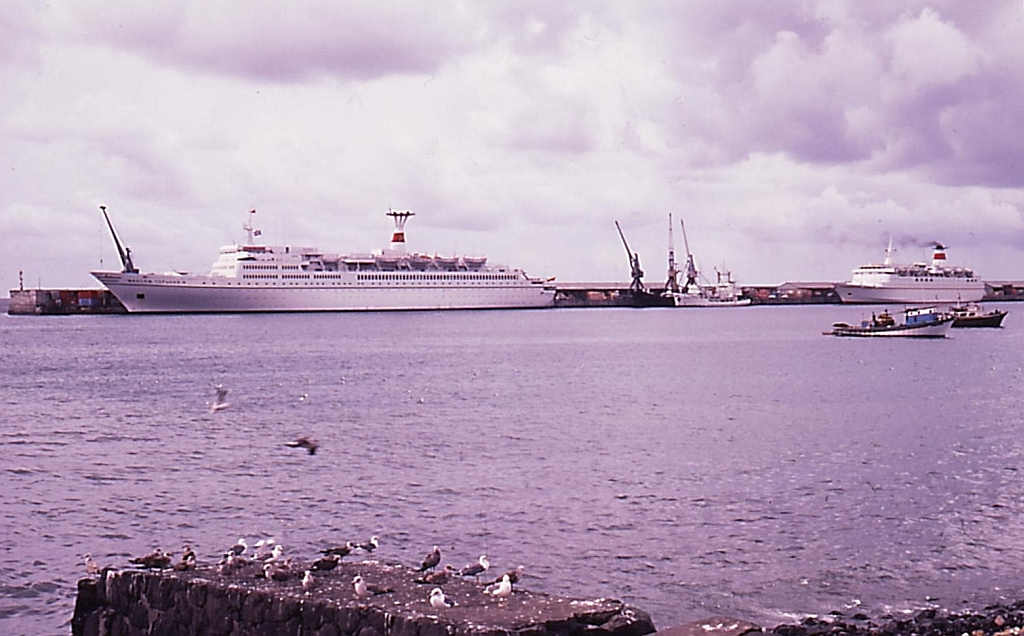
«Максим Горький» и «Одесса»
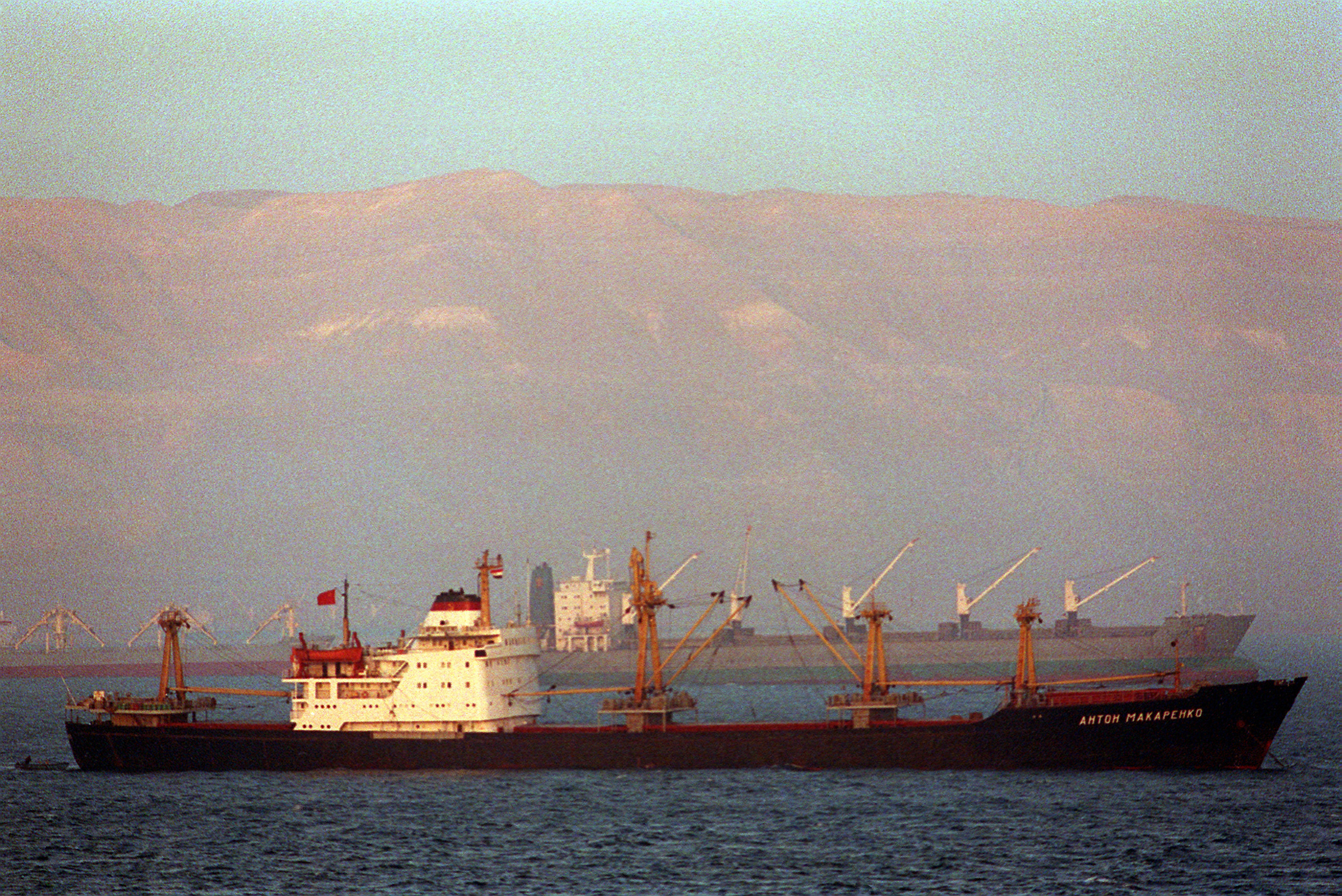
«Антон Макаренко»
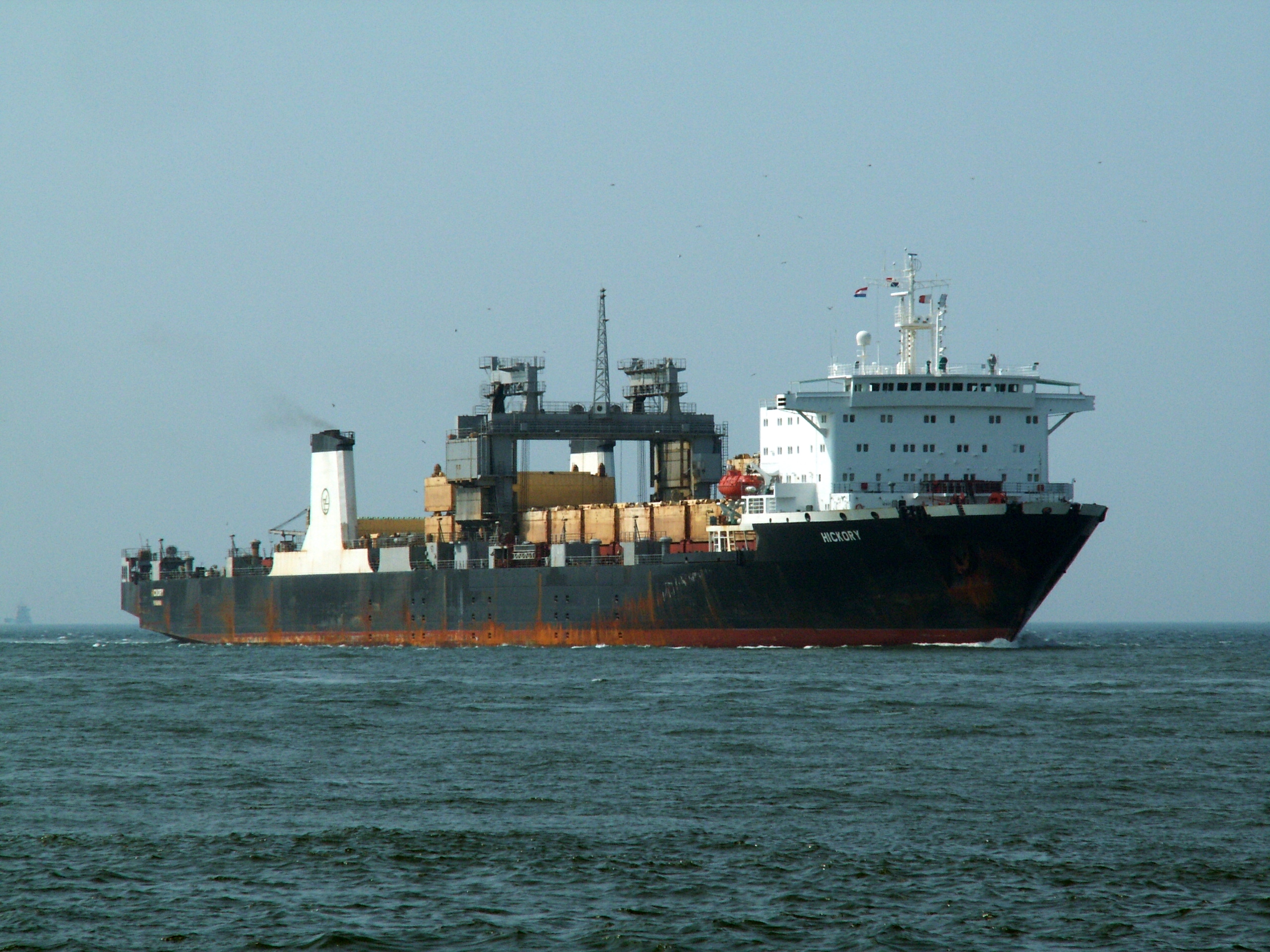
«Эрнесто Че Гевара»
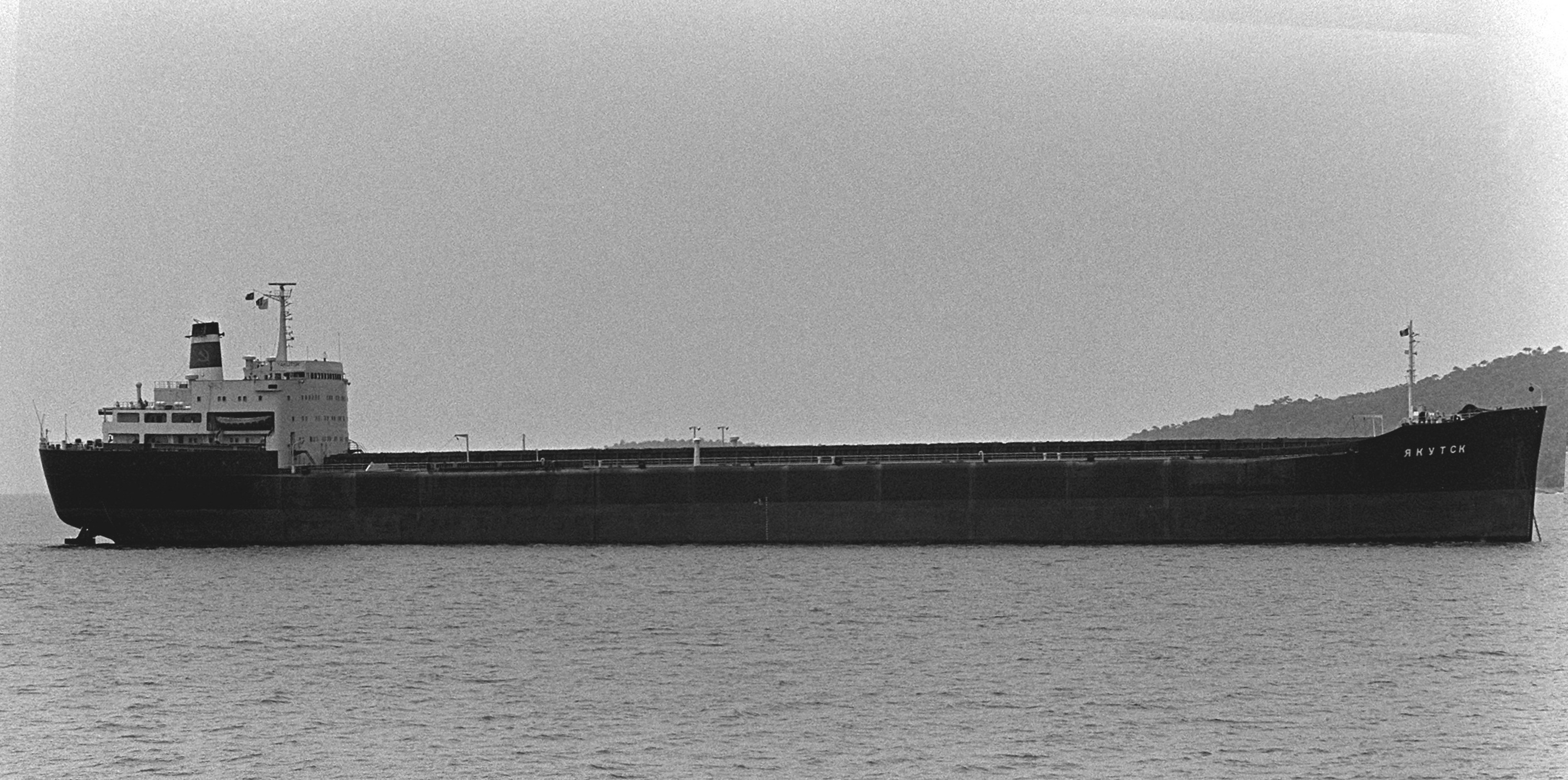
«Якутск»